# Крістіна Зедербаум
Крісті́на Зедерба́ум (нім. Kristina Söderbaum; 5 вересня 1912, Стокгольм — 12 лютого 2001, Гітцакер, Нижня Саксонія, Німеччина) — німецька акторка шведського походження, дружина Файта Гарлана. Мала шалений успіх у Третьому Рейху за свої ролі у пропагандистських фільмах.

## Біографія
Крістіна Зедербаум народилася в сім'ї професора хімії та голови Нобелівського комітету Генріка Густава Зедербаума. Шкільні роки провела у Стокгольмі, Парижі та Швейцарії. Після смерті батьків у вересні 1934 року переїхала до родичів у Берлін, де відвідувала лекції з історії мистецтв та уроки акторської майстерності.
Свою першу роль в кіно Зедербаум отримала завдяки конкурсу молодих талантів, що проводився на кіностудії UFA. Після непримітного дебюту в 1937 році нею зацікавився режисер Файт Гарлан. У Гарлана Зедербаум отримала головну роль у фільмі «Юність» 1938 року. У 1939 році Зедербаум і Гарлан одружилися, у шлюбі народилося двоє синів — Крістіан (нар. 1939) і Каспар (нар. 1946). У 1939—1945 роках Крістіна Зедербаум знялася в численних популярних фільмах, в тому числі «Занесені сліди» (1938), «Безсмертне серце» (1939), «Золоте місто» (1942), «Іммензеє» (1943) і «Жертовний шлях» (1944).
Крістіна Зедербаум отримала визнання не тільки у публіки, її цінувало й керівництво Третього Рейху. Вона повністю відповідала стандартам «арійської жінки» за мірками націонал-соціалістичної пропаганди і незабаром стала справжньою зіркою німецького кінематографа. Смерть її героїнь у воді в мелодрамах «Єврей Зюсс» та «Золоте місто» принесла акторці іронічне прізвисько «рейх-потопельниці», що супроводжувало її до кінця життя.
Зедербаум була відзначена Кубком Вольпі за найкращу жіночу роль на 10-му Венеційському кінофестивалі 1942 року (за роль в «Золотому місті»).
У лютому 1945 року Зедербаум з сім'єю виїхала з Берліна до Гамбурга. У 1945—1950 роках акторка відмовлялася зніматися в знак солідарності з Гарланом, якого звинуватили за його пропагандистські фільми в злочинах проти людства та заборонили займатися професійною діяльністю. Вона грала в театральних постановках, анонімно поставлених Гарланом.
Після зняття у 1950 році з Гарлана заборони на професійну діяльність, Зедербаум знову стала багато зніматися в кіно. У цей період з'явилися такі стрічки з її участю, як «Блакитна година» (1952), «Полонянка Магараджі» (1953), «Зрада Німеччини» (1954) і «Я буду носити тебе на руках» (1958), який став останньою кінострічкою для подружжя.
Після смерті Гарлана у квітні 1964 року Крістіна Зедербаум навчалася в Мюнхені на фотографа. У 1974 році вона знялася у фільмі Ганса-Юргена Зіберберга «Карл Май». У 1983 році Зедербаум опублікувала свої мемуари «Ніщо не залишається так назавжди». Згодом Зедербаум також знялася ще у трьох маловідомих фільмах і телесеріалі.
У 2001 році Крістіна Зедербаум померла в будинку для літніх людей у Північній Німеччині й була похована на муніципальному цвинтарі в баварському Зеесгаупті.

## Фільмографія
- 1936: Onkel Bräsig
- 1938: Юність — Jugend
- 1938: Занесениі сліди — Verwehte Spuren
- 1939: Безсмертнае серце — Das unsterbliche Herz
- 1939: Die Reise nach Tilsit
- 1940: Єврей Зюсс — Jud Süß
- 1942: Великий король — Der große König
- 1942: Золотий місто — Die goldene Stadt
- 1943: Іммензеє — Immensee
- 1944: Жертовний шлях — Opfergang
- 1945: Кольберг — Kolberg
- 1951: Безсмертна кохана — Unsterbliche Geliebte
- 1951: Hanna Amon
- 1952: Блакитна година — Die blaue Stunde
- 1953: Зірки над Коломбо — Sterne über Colombo
- 1954: Полонянка Магараджі — Die Gefangene des Maharadscha
- 1954: Verrat an Deutschland
- 1957: Zwei Herzen im Mai
- 1958: Я буду носити тебе на руках — Ich werde Dich auf Händen tragen
- 1974: Карл Май — Karl May
- 1983: Let's go crazy
- 1992: Das bleibt das kommt nie wieder
- 1992: Night Train to Venice
- 1993: Der Bergdoktor

## Автобіографія
- Kristina Söderbaum:  Nichts bleibt immer so: Rückblenden auf ein Leben vor und hinter der Kamera . Hestia, Bayreuth 1983, ISBN 3-7770-0260-7